# Ґміна Єзупіль
Ґміна Єзуполь — колишня сільська ґміна Станиславівського повіту часів Станиславівського воєводства (1934–1939 рр.) Польської республіки і (1941-1944) Крайсгауптманшафту Станіслав — складової частини Дистрикту Галичина. Центром ґміни було село Єзупіль.
Ґміну Єзуполь утворено 1 серпня 1934 р. у межах адміністративної реформи у ІІ Речі Посполитій з дотогочасних сільських ґмін: Ганнусівка, Єзупіль, Козина, Пітрич, Побережжя і Сілець.
17 січня 1940 р. ґміна ліквідована, а територія увійшла до новоствореного Жовтневого району  Ґміна була відновлена на час німецької окупації з липня 1941 р. до липня 1944 р.